# Манеж Военного музея

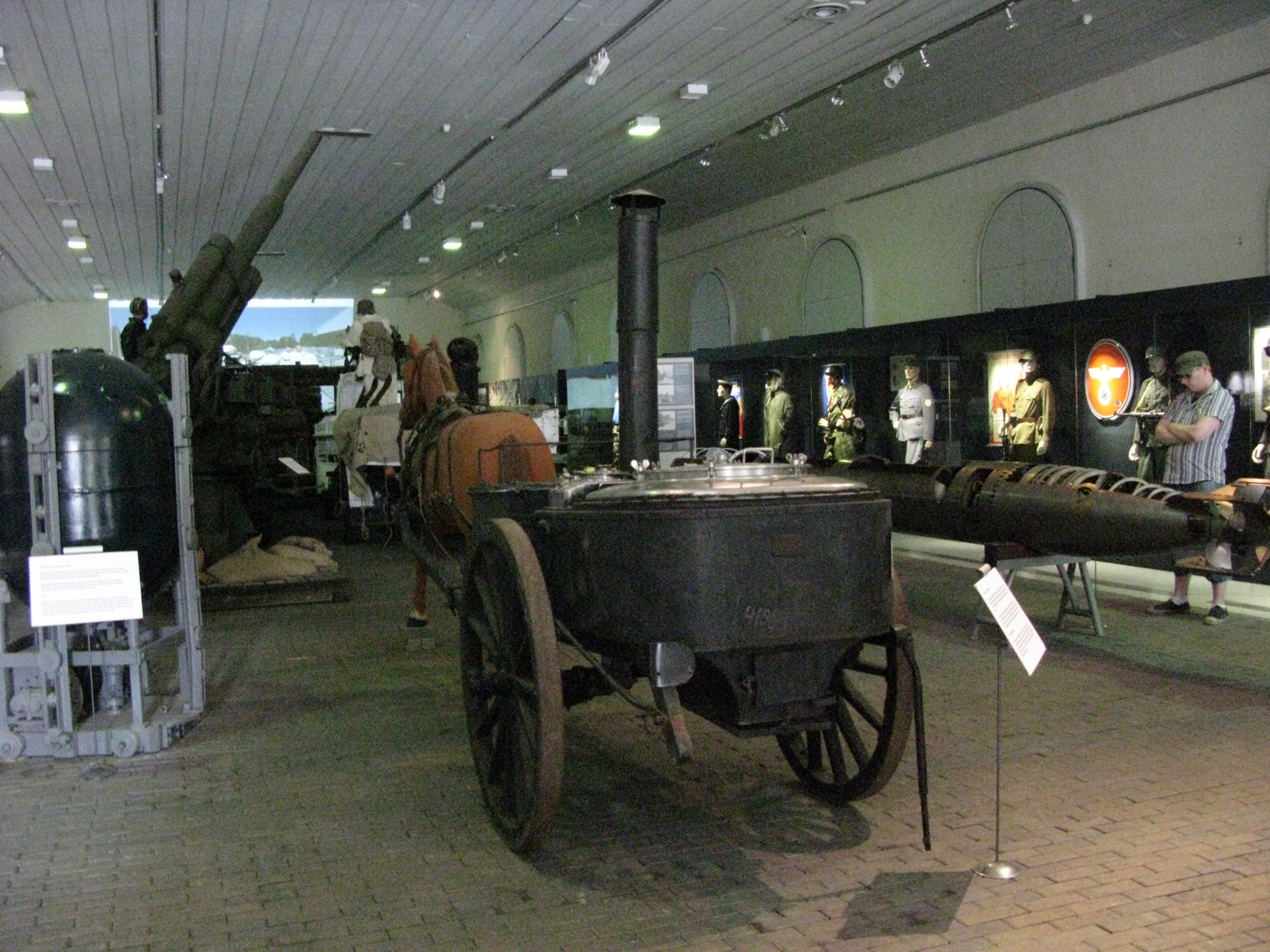
Полевая кухня на конной тяге в Манеже

Мане́ж Вое́нного музе́я, находящийся на острове Исо Мустасаари (Большой Чёрный остров) в Суоменлинна (Финская крепость), является выставочным помещением Военного музея (Хельсинки), которое изначально было построено русскими в 1880—1881 гг. как артиллерийский склад. Начиная с 2012 года, в Манеже начала работать выставка «От автономии до Аталанты», рассказывающая о военной истории Финляндии со времён XIX века по настоящее время. Хотя время, предшествующее автономии Финляндии, также представлено, акцент выставки сделан на времена Зимней войны и Войны-продолжения. С 1989 года здание Манежа использовалось в качестве музея, который ежегодно посещает около 13 000 человек. Манеж Военного музея открыт каждый день с 11 до 18 часов с 11 мая по 30 сентября.

## История здания
Манеж был построен в 1880—1881 годах, когда Финляндия входила в состав России. Первые наброски здания были сделаны в 1875 году, но они не пригодились. Тремя годами позже для строительства здания были выбраны чертежи архитектора Грейфона, который также спроектировал и здание Рантакасарми (Береговая казарма) в Суоменлинна. Первоначально Манеж представлял собой кирпичное здание с глиняным полом и оштукатуренными стенами. Забетонировали пол лишь в 1908 году. По обоим концах большого зального помещения Манежа, у входных дверей, были спланированы прихожие с отопительными печками. Позже печки были перемещены в зал, в связи с чем там же были дополнительно построены вытяжные трубы.
Здание Манежа русские использовали в основном как артиллерийский склад, но там также для солдат гарнизона установили гимнастические тренажёры. В начале 1890-х годов в конце здания были построены помещение для оркестра, сцена, а также мужская и женская раздевалки. Манеж использовали по различным назначениям, но лошадей там никогда не держали, несмотря на данное ему название.
После 1917 года в связи с получением Финляндией независимости острова́ Суоменлинна были переданы Россией Финляндии. После обретения независимости в Финляндии вспыхнула гражданская война, и во время сражений и после войны в Суоменлинна действовал лагерь для «красных» военнопленных. В 1918—1919 годах Манеж использовали также как склад и как мастерскую. До передачи здания в пользование Военному музею в 1974 году оно служило в основном как склад военно-морских сил. В зале здания показывали также кинофильмы, и во время Войны-продолжения там играли в баскетбол.
В 1975 году, получив разрешение Государственного Совета Финляндии на возобновление музейной деятельности, Военный музей выбрал в качестве помещения для экспозиций в Суоменлинна здание Манежа. Поначалу жители Суоменлинна отнеслись к этому решению настороженно, так как боялись, что Военный музей займёт предназначенные для проживания территории. Они опасались также, что, наряду с расширением здания Манежа, закрытый в 1960-х годах Музей военно-морского флота будет организован на острове заново. Всё-таки так не случилось, и капитальный ремонт Манежа, в результате которого, например, были убраны отопительные печки и весь пол был сделан заново, осуществили в 1986—1987 годах.
В течение всего времени выставки в Манеже постоянно обновлялись. Нынешняя выставка «От автономии до Аталанты», открытая в 2012 году, рассказывает о военной истории Финляндии и об истории Сил Обороны с 1809 года по настоящее время. В здании Манежа также организовывались специализированные выставки, например, выставка «Весикко» в 2011 году.

## Выставка «От автономии до Аталанты»

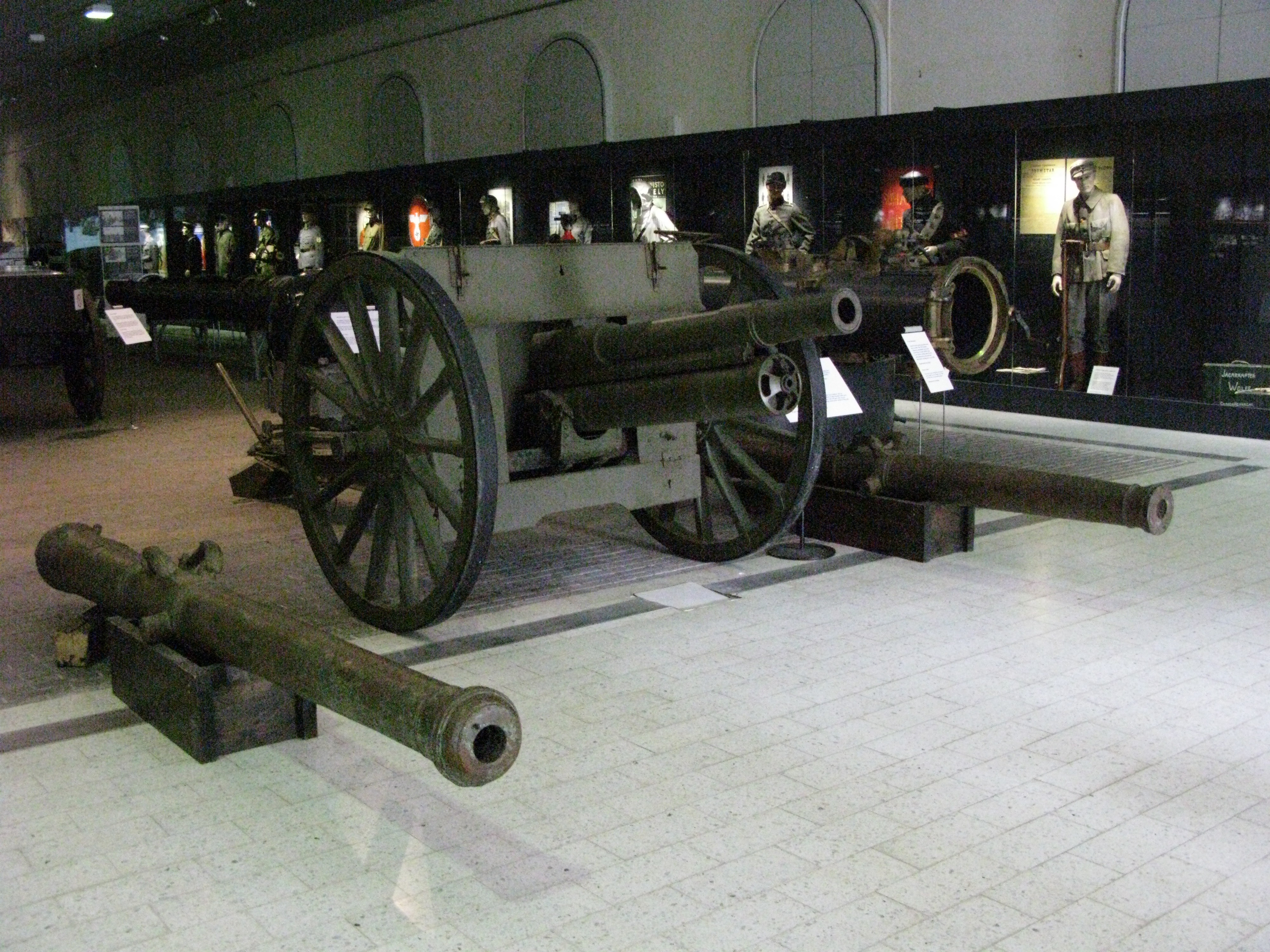
Пушка 76К/02 и две бронзовые пушки XVI века. Сзади — торпедный аппарат торпедного катера S2

Выставка «От автономии до Аталанты» находится в зальном помещении Манежа. Материалы выставки разделены на три тематических раздела таким образом, что, глядя с центрального входа, на левой стене здания можно ознакомиться со стендами о военной истории Финляндии и об истории Сил Обороны в хронологическом порядке. На правой стене расположена длинная стеклянная витрина с военным обмундированием с XIX века до современности, а в центре зала можно ознакомиться с тяжёлой техникой, являющейся основной частью выставки.
Музейные материалы обновлялись на протяжении многих лет в соответствии с представленными выставками, но, например, землянка и лёгкий английский танк VICKERS-ARMSTRONG, бывший в пользовании финской армии в Зимней войне и Войне-продолжении, являются постоянными экспонатами Манежа. Нынешние экспонаты выставки представляют разные рода войск: воздушные силы — немецкая зенитная пушка 88 мм FLAK 37, полевую артиллерию — пушка 76К/02 и торпеда советского производства Т-46, военно-морские силы — лодка сомалийских пиратов, полученная в ходе операции «Аталанта». Значение службы снабжения на войне представляют полевая кухня на конной тяге, американский грузовой автомобиль FORD V8 и форменная одежда «лотты» («Лотта Свярд» — женская военизированная организация в Финляндии, существовавшая в период с 1919 по 1944 год).
Одной из особых достопримечательностей выставки является торпедный аппарат финского торпедного катера S2, который был дважды на затонувших судах. Первый раз он был установлен на корабль царской России «Бдительный», который подорвался на мине в ноябре 1917 года. Торпедный аппарат был поднят со дна моря и установлен на финский торпедный катер S2. Но и это судно затонуло во время сильного шторма недалеко от острова Репосаари в октябре 1925 года. Торпедный аппарат был поднят из моря в следующем году и помещён в коллекции Военного музея в 1930 году.